# Romolo Ravarini
Romolo Ravarini (Novara, 28 luglio 1917 – Cameri, 18 marzo 2011) è stato uno scacchista e compositore di scacchi italiano.

## Carriera scacchistica
Imparò gli scacchi a pochi anni d'età e ne fu subito conquistato. Fin dai primi passi notò che i problemi esercitavano su di lui un fascino maggiore della partita, tant'è che non perdeva un solo numero della Domenica del Corriere, sulle cui pagine veniva pubblicato settimanalmente un diagramma da risolvere.
A 16 anni un amico lo condusse per la prima volta al circolo che poi divenne la Società Scacchistica Novarese, che si trovava presso il Caffè Porto Rico di Piazza Umberto I, di fianco al Municipio. In breve tempo divenne una delle colonne del circolo, per il quale, dalla metà degli anni trenta, ricoprì il ruolo di Direttore Tecnico.
Dovendo già recarsi a Roma per colloqui di lavoro, nel 1947 accettò l'invito di partecipare alle finali del campionato italiano (in quegli anni di primo dopoguerra, la FSI aveva esteso l'invito alle categorie inferiori, per seri problemi nel riuscire a rintracciare i giocatori più prestigiosi), ma venne eliminato nel girone di qualificazione.
In seguito partecipò a vari concorsi di soluzione di problemi e studi; vinse i concorsi della rivista «Sinfonie Scacchistiche» nel 1969 e 1975 e di «Scacco!» nel 1982.  
Dalla prima metà degli anni '70 alla metà degli anni '80 è stato Direttore Tecnico della Sezione Problemi de L'Italia Scacchistica.
Ravarini ha vinto per ben 12 volte il campionato italiano di soluzione organizzato dall'Accademia scacchistica italiana: nel 1968, 1969, 1971, 1972, 1974, 1975, 1977, 1978, 1995, 1996, 1997 e 2003, l'ultimo alla ragguardevole età di 86 anni.
Nel 1984 si ritirò dal gioco a tavolino per dedicarsi solo al gioco per corrispondenza e alla problemistica. Nel 2006, all'età di 89 anni, ha vinto il 12º campionato italiano seniores di scacchi per corrispondenza, organizzato dall'ASIGC, col punteggio di 9,5 su 10.
Come problemista ha composto un centinaio di problemi, prevalentemente di aiutomatto, ottenendo diversi riconoscimenti e distinzioni, tra cui alcuni primi premi.
Di professione è stato insegnante di matematica e fisica nei licei di Novara.
Il seguente problema è un aiutomatto «gemellato». Spostando il cavallo bianco da f7 a b6 si ha un altro problema che, come avviene negli aiutomatti gemellati, è tematicamente correlato col primo.
|   | a | b | c | d | e | f | g | h |   |
| 8 | a7 torre del nero · f7 cavallo del bianco · g7 re del bianco · e6 pedone del nero · f6 pedone del nero · b5 re del nero · e5 alfiere del nero · f5 alfiere del nero · h5 torre del bianco · a4 pedone del nero · b4 pedone del bianco · g4 alfiere del bianco · c3 pedone del bianco · g1 donna del nero | a7 torre del nero · f7 cavallo del bianco · g7 re del bianco · e6 pedone del nero · f6 pedone del nero · b5 re del nero · e5 alfiere del nero · f5 alfiere del nero · h5 torre del bianco · a4 pedone del nero · b4 pedone del bianco · g4 alfiere del bianco · c3 pedone del bianco · g1 donna del nero | a7 torre del nero · f7 cavallo del bianco · g7 re del bianco · e6 pedone del nero · f6 pedone del nero · b5 re del nero · e5 alfiere del nero · f5 alfiere del nero · h5 torre del bianco · a4 pedone del nero · b4 pedone del bianco · g4 alfiere del bianco · c3 pedone del bianco · g1 donna del nero | a7 torre del nero · f7 cavallo del bianco · g7 re del bianco · e6 pedone del nero · f6 pedone del nero · b5 re del nero · e5 alfiere del nero · f5 alfiere del nero · h5 torre del bianco · a4 pedone del nero · b4 pedone del bianco · g4 alfiere del bianco · c3 pedone del bianco · g1 donna del nero | a7 torre del nero · f7 cavallo del bianco · g7 re del bianco · e6 pedone del nero · f6 pedone del nero · b5 re del nero · e5 alfiere del nero · f5 alfiere del nero · h5 torre del bianco · a4 pedone del nero · b4 pedone del bianco · g4 alfiere del bianco · c3 pedone del bianco · g1 donna del nero | a7 torre del nero · f7 cavallo del bianco · g7 re del bianco · e6 pedone del nero · f6 pedone del nero · b5 re del nero · e5 alfiere del nero · f5 alfiere del nero · h5 torre del bianco · a4 pedone del nero · b4 pedone del bianco · g4 alfiere del bianco · c3 pedone del bianco · g1 donna del nero | a7 torre del nero · f7 cavallo del bianco · g7 re del bianco · e6 pedone del nero · f6 pedone del nero · b5 re del nero · e5 alfiere del nero · f5 alfiere del nero · h5 torre del bianco · a4 pedone del nero · b4 pedone del bianco · g4 alfiere del bianco · c3 pedone del bianco · g1 donna del nero | a7 torre del nero · f7 cavallo del bianco · g7 re del bianco · e6 pedone del nero · f6 pedone del nero · b5 re del nero · e5 alfiere del nero · f5 alfiere del nero · h5 torre del bianco · a4 pedone del nero · b4 pedone del bianco · g4 alfiere del bianco · c3 pedone del bianco · g1 donna del nero | 8 |
| 7 | a7 torre del nero · f7 cavallo del bianco · g7 re del bianco · e6 pedone del nero · f6 pedone del nero · b5 re del nero · e5 alfiere del nero · f5 alfiere del nero · h5 torre del bianco · a4 pedone del nero · b4 pedone del bianco · g4 alfiere del bianco · c3 pedone del bianco · g1 donna del nero | a7 torre del nero · f7 cavallo del bianco · g7 re del bianco · e6 pedone del nero · f6 pedone del nero · b5 re del nero · e5 alfiere del nero · f5 alfiere del nero · h5 torre del bianco · a4 pedone del nero · b4 pedone del bianco · g4 alfiere del bianco · c3 pedone del bianco · g1 donna del nero | a7 torre del nero · f7 cavallo del bianco · g7 re del bianco · e6 pedone del nero · f6 pedone del nero · b5 re del nero · e5 alfiere del nero · f5 alfiere del nero · h5 torre del bianco · a4 pedone del nero · b4 pedone del bianco · g4 alfiere del bianco · c3 pedone del bianco · g1 donna del nero | a7 torre del nero · f7 cavallo del bianco · g7 re del bianco · e6 pedone del nero · f6 pedone del nero · b5 re del nero · e5 alfiere del nero · f5 alfiere del nero · h5 torre del bianco · a4 pedone del nero · b4 pedone del bianco · g4 alfiere del bianco · c3 pedone del bianco · g1 donna del nero | a7 torre del nero · f7 cavallo del bianco · g7 re del bianco · e6 pedone del nero · f6 pedone del nero · b5 re del nero · e5 alfiere del nero · f5 alfiere del nero · h5 torre del bianco · a4 pedone del nero · b4 pedone del bianco · g4 alfiere del bianco · c3 pedone del bianco · g1 donna del nero | a7 torre del nero · f7 cavallo del bianco · g7 re del bianco · e6 pedone del nero · f6 pedone del nero · b5 re del nero · e5 alfiere del nero · f5 alfiere del nero · h5 torre del bianco · a4 pedone del nero · b4 pedone del bianco · g4 alfiere del bianco · c3 pedone del bianco · g1 donna del nero | a7 torre del nero · f7 cavallo del bianco · g7 re del bianco · e6 pedone del nero · f6 pedone del nero · b5 re del nero · e5 alfiere del nero · f5 alfiere del nero · h5 torre del bianco · a4 pedone del nero · b4 pedone del bianco · g4 alfiere del bianco · c3 pedone del bianco · g1 donna del nero | a7 torre del nero · f7 cavallo del bianco · g7 re del bianco · e6 pedone del nero · f6 pedone del nero · b5 re del nero · e5 alfiere del nero · f5 alfiere del nero · h5 torre del bianco · a4 pedone del nero · b4 pedone del bianco · g4 alfiere del bianco · c3 pedone del bianco · g1 donna del nero | 7 |
| 6 | a7 torre del nero · f7 cavallo del bianco · g7 re del bianco · e6 pedone del nero · f6 pedone del nero · b5 re del nero · e5 alfiere del nero · f5 alfiere del nero · h5 torre del bianco · a4 pedone del nero · b4 pedone del bianco · g4 alfiere del bianco · c3 pedone del bianco · g1 donna del nero | a7 torre del nero · f7 cavallo del bianco · g7 re del bianco · e6 pedone del nero · f6 pedone del nero · b5 re del nero · e5 alfiere del nero · f5 alfiere del nero · h5 torre del bianco · a4 pedone del nero · b4 pedone del bianco · g4 alfiere del bianco · c3 pedone del bianco · g1 donna del nero | a7 torre del nero · f7 cavallo del bianco · g7 re del bianco · e6 pedone del nero · f6 pedone del nero · b5 re del nero · e5 alfiere del nero · f5 alfiere del nero · h5 torre del bianco · a4 pedone del nero · b4 pedone del bianco · g4 alfiere del bianco · c3 pedone del bianco · g1 donna del nero | a7 torre del nero · f7 cavallo del bianco · g7 re del bianco · e6 pedone del nero · f6 pedone del nero · b5 re del nero · e5 alfiere del nero · f5 alfiere del nero · h5 torre del bianco · a4 pedone del nero · b4 pedone del bianco · g4 alfiere del bianco · c3 pedone del bianco · g1 donna del nero | a7 torre del nero · f7 cavallo del bianco · g7 re del bianco · e6 pedone del nero · f6 pedone del nero · b5 re del nero · e5 alfiere del nero · f5 alfiere del nero · h5 torre del bianco · a4 pedone del nero · b4 pedone del bianco · g4 alfiere del bianco · c3 pedone del bianco · g1 donna del nero | a7 torre del nero · f7 cavallo del bianco · g7 re del bianco · e6 pedone del nero · f6 pedone del nero · b5 re del nero · e5 alfiere del nero · f5 alfiere del nero · h5 torre del bianco · a4 pedone del nero · b4 pedone del bianco · g4 alfiere del bianco · c3 pedone del bianco · g1 donna del nero | a7 torre del nero · f7 cavallo del bianco · g7 re del bianco · e6 pedone del nero · f6 pedone del nero · b5 re del nero · e5 alfiere del nero · f5 alfiere del nero · h5 torre del bianco · a4 pedone del nero · b4 pedone del bianco · g4 alfiere del bianco · c3 pedone del bianco · g1 donna del nero | a7 torre del nero · f7 cavallo del bianco · g7 re del bianco · e6 pedone del nero · f6 pedone del nero · b5 re del nero · e5 alfiere del nero · f5 alfiere del nero · h5 torre del bianco · a4 pedone del nero · b4 pedone del bianco · g4 alfiere del bianco · c3 pedone del bianco · g1 donna del nero | 6 |
| 5 | a7 torre del nero · f7 cavallo del bianco · g7 re del bianco · e6 pedone del nero · f6 pedone del nero · b5 re del nero · e5 alfiere del nero · f5 alfiere del nero · h5 torre del bianco · a4 pedone del nero · b4 pedone del bianco · g4 alfiere del bianco · c3 pedone del bianco · g1 donna del nero | a7 torre del nero · f7 cavallo del bianco · g7 re del bianco · e6 pedone del nero · f6 pedone del nero · b5 re del nero · e5 alfiere del nero · f5 alfiere del nero · h5 torre del bianco · a4 pedone del nero · b4 pedone del bianco · g4 alfiere del bianco · c3 pedone del bianco · g1 donna del nero | a7 torre del nero · f7 cavallo del bianco · g7 re del bianco · e6 pedone del nero · f6 pedone del nero · b5 re del nero · e5 alfiere del nero · f5 alfiere del nero · h5 torre del bianco · a4 pedone del nero · b4 pedone del bianco · g4 alfiere del bianco · c3 pedone del bianco · g1 donna del nero | a7 torre del nero · f7 cavallo del bianco · g7 re del bianco · e6 pedone del nero · f6 pedone del nero · b5 re del nero · e5 alfiere del nero · f5 alfiere del nero · h5 torre del bianco · a4 pedone del nero · b4 pedone del bianco · g4 alfiere del bianco · c3 pedone del bianco · g1 donna del nero | a7 torre del nero · f7 cavallo del bianco · g7 re del bianco · e6 pedone del nero · f6 pedone del nero · b5 re del nero · e5 alfiere del nero · f5 alfiere del nero · h5 torre del bianco · a4 pedone del nero · b4 pedone del bianco · g4 alfiere del bianco · c3 pedone del bianco · g1 donna del nero | a7 torre del nero · f7 cavallo del bianco · g7 re del bianco · e6 pedone del nero · f6 pedone del nero · b5 re del nero · e5 alfiere del nero · f5 alfiere del nero · h5 torre del bianco · a4 pedone del nero · b4 pedone del bianco · g4 alfiere del bianco · c3 pedone del bianco · g1 donna del nero | a7 torre del nero · f7 cavallo del bianco · g7 re del bianco · e6 pedone del nero · f6 pedone del nero · b5 re del nero · e5 alfiere del nero · f5 alfiere del nero · h5 torre del bianco · a4 pedone del nero · b4 pedone del bianco · g4 alfiere del bianco · c3 pedone del bianco · g1 donna del nero | a7 torre del nero · f7 cavallo del bianco · g7 re del bianco · e6 pedone del nero · f6 pedone del nero · b5 re del nero · e5 alfiere del nero · f5 alfiere del nero · h5 torre del bianco · a4 pedone del nero · b4 pedone del bianco · g4 alfiere del bianco · c3 pedone del bianco · g1 donna del nero | 5 |
| 4 | a7 torre del nero · f7 cavallo del bianco · g7 re del bianco · e6 pedone del nero · f6 pedone del nero · b5 re del nero · e5 alfiere del nero · f5 alfiere del nero · h5 torre del bianco · a4 pedone del nero · b4 pedone del bianco · g4 alfiere del bianco · c3 pedone del bianco · g1 donna del nero | a7 torre del nero · f7 cavallo del bianco · g7 re del bianco · e6 pedone del nero · f6 pedone del nero · b5 re del nero · e5 alfiere del nero · f5 alfiere del nero · h5 torre del bianco · a4 pedone del nero · b4 pedone del bianco · g4 alfiere del bianco · c3 pedone del bianco · g1 donna del nero | a7 torre del nero · f7 cavallo del bianco · g7 re del bianco · e6 pedone del nero · f6 pedone del nero · b5 re del nero · e5 alfiere del nero · f5 alfiere del nero · h5 torre del bianco · a4 pedone del nero · b4 pedone del bianco · g4 alfiere del bianco · c3 pedone del bianco · g1 donna del nero | a7 torre del nero · f7 cavallo del bianco · g7 re del bianco · e6 pedone del nero · f6 pedone del nero · b5 re del nero · e5 alfiere del nero · f5 alfiere del nero · h5 torre del bianco · a4 pedone del nero · b4 pedone del bianco · g4 alfiere del bianco · c3 pedone del bianco · g1 donna del nero | a7 torre del nero · f7 cavallo del bianco · g7 re del bianco · e6 pedone del nero · f6 pedone del nero · b5 re del nero · e5 alfiere del nero · f5 alfiere del nero · h5 torre del bianco · a4 pedone del nero · b4 pedone del bianco · g4 alfiere del bianco · c3 pedone del bianco · g1 donna del nero | a7 torre del nero · f7 cavallo del bianco · g7 re del bianco · e6 pedone del nero · f6 pedone del nero · b5 re del nero · e5 alfiere del nero · f5 alfiere del nero · h5 torre del bianco · a4 pedone del nero · b4 pedone del bianco · g4 alfiere del bianco · c3 pedone del bianco · g1 donna del nero | a7 torre del nero · f7 cavallo del bianco · g7 re del bianco · e6 pedone del nero · f6 pedone del nero · b5 re del nero · e5 alfiere del nero · f5 alfiere del nero · h5 torre del bianco · a4 pedone del nero · b4 pedone del bianco · g4 alfiere del bianco · c3 pedone del bianco · g1 donna del nero | a7 torre del nero · f7 cavallo del bianco · g7 re del bianco · e6 pedone del nero · f6 pedone del nero · b5 re del nero · e5 alfiere del nero · f5 alfiere del nero · h5 torre del bianco · a4 pedone del nero · b4 pedone del bianco · g4 alfiere del bianco · c3 pedone del bianco · g1 donna del nero | 4 |
| 3 | a7 torre del nero · f7 cavallo del bianco · g7 re del bianco · e6 pedone del nero · f6 pedone del nero · b5 re del nero · e5 alfiere del nero · f5 alfiere del nero · h5 torre del bianco · a4 pedone del nero · b4 pedone del bianco · g4 alfiere del bianco · c3 pedone del bianco · g1 donna del nero | a7 torre del nero · f7 cavallo del bianco · g7 re del bianco · e6 pedone del nero · f6 pedone del nero · b5 re del nero · e5 alfiere del nero · f5 alfiere del nero · h5 torre del bianco · a4 pedone del nero · b4 pedone del bianco · g4 alfiere del bianco · c3 pedone del bianco · g1 donna del nero | a7 torre del nero · f7 cavallo del bianco · g7 re del bianco · e6 pedone del nero · f6 pedone del nero · b5 re del nero · e5 alfiere del nero · f5 alfiere del nero · h5 torre del bianco · a4 pedone del nero · b4 pedone del bianco · g4 alfiere del bianco · c3 pedone del bianco · g1 donna del nero | a7 torre del nero · f7 cavallo del bianco · g7 re del bianco · e6 pedone del nero · f6 pedone del nero · b5 re del nero · e5 alfiere del nero · f5 alfiere del nero · h5 torre del bianco · a4 pedone del nero · b4 pedone del bianco · g4 alfiere del bianco · c3 pedone del bianco · g1 donna del nero | a7 torre del nero · f7 cavallo del bianco · g7 re del bianco · e6 pedone del nero · f6 pedone del nero · b5 re del nero · e5 alfiere del nero · f5 alfiere del nero · h5 torre del bianco · a4 pedone del nero · b4 pedone del bianco · g4 alfiere del bianco · c3 pedone del bianco · g1 donna del nero | a7 torre del nero · f7 cavallo del bianco · g7 re del bianco · e6 pedone del nero · f6 pedone del nero · b5 re del nero · e5 alfiere del nero · f5 alfiere del nero · h5 torre del bianco · a4 pedone del nero · b4 pedone del bianco · g4 alfiere del bianco · c3 pedone del bianco · g1 donna del nero | a7 torre del nero · f7 cavallo del bianco · g7 re del bianco · e6 pedone del nero · f6 pedone del nero · b5 re del nero · e5 alfiere del nero · f5 alfiere del nero · h5 torre del bianco · a4 pedone del nero · b4 pedone del bianco · g4 alfiere del bianco · c3 pedone del bianco · g1 donna del nero | a7 torre del nero · f7 cavallo del bianco · g7 re del bianco · e6 pedone del nero · f6 pedone del nero · b5 re del nero · e5 alfiere del nero · f5 alfiere del nero · h5 torre del bianco · a4 pedone del nero · b4 pedone del bianco · g4 alfiere del bianco · c3 pedone del bianco · g1 donna del nero | 3 |
| 2 | a7 torre del nero · f7 cavallo del bianco · g7 re del bianco · e6 pedone del nero · f6 pedone del nero · b5 re del nero · e5 alfiere del nero · f5 alfiere del nero · h5 torre del bianco · a4 pedone del nero · b4 pedone del bianco · g4 alfiere del bianco · c3 pedone del bianco · g1 donna del nero | a7 torre del nero · f7 cavallo del bianco · g7 re del bianco · e6 pedone del nero · f6 pedone del nero · b5 re del nero · e5 alfiere del nero · f5 alfiere del nero · h5 torre del bianco · a4 pedone del nero · b4 pedone del bianco · g4 alfiere del bianco · c3 pedone del bianco · g1 donna del nero | a7 torre del nero · f7 cavallo del bianco · g7 re del bianco · e6 pedone del nero · f6 pedone del nero · b5 re del nero · e5 alfiere del nero · f5 alfiere del nero · h5 torre del bianco · a4 pedone del nero · b4 pedone del bianco · g4 alfiere del bianco · c3 pedone del bianco · g1 donna del nero | a7 torre del nero · f7 cavallo del bianco · g7 re del bianco · e6 pedone del nero · f6 pedone del nero · b5 re del nero · e5 alfiere del nero · f5 alfiere del nero · h5 torre del bianco · a4 pedone del nero · b4 pedone del bianco · g4 alfiere del bianco · c3 pedone del bianco · g1 donna del nero | a7 torre del nero · f7 cavallo del bianco · g7 re del bianco · e6 pedone del nero · f6 pedone del nero · b5 re del nero · e5 alfiere del nero · f5 alfiere del nero · h5 torre del bianco · a4 pedone del nero · b4 pedone del bianco · g4 alfiere del bianco · c3 pedone del bianco · g1 donna del nero | a7 torre del nero · f7 cavallo del bianco · g7 re del bianco · e6 pedone del nero · f6 pedone del nero · b5 re del nero · e5 alfiere del nero · f5 alfiere del nero · h5 torre del bianco · a4 pedone del nero · b4 pedone del bianco · g4 alfiere del bianco · c3 pedone del bianco · g1 donna del nero | a7 torre del nero · f7 cavallo del bianco · g7 re del bianco · e6 pedone del nero · f6 pedone del nero · b5 re del nero · e5 alfiere del nero · f5 alfiere del nero · h5 torre del bianco · a4 pedone del nero · b4 pedone del bianco · g4 alfiere del bianco · c3 pedone del bianco · g1 donna del nero | a7 torre del nero · f7 cavallo del bianco · g7 re del bianco · e6 pedone del nero · f6 pedone del nero · b5 re del nero · e5 alfiere del nero · f5 alfiere del nero · h5 torre del bianco · a4 pedone del nero · b4 pedone del bianco · g4 alfiere del bianco · c3 pedone del bianco · g1 donna del nero | 2 |
| 1 | a7 torre del nero · f7 cavallo del bianco · g7 re del bianco · e6 pedone del nero · f6 pedone del nero · b5 re del nero · e5 alfiere del nero · f5 alfiere del nero · h5 torre del bianco · a4 pedone del nero · b4 pedone del bianco · g4 alfiere del bianco · c3 pedone del bianco · g1 donna del nero | a7 torre del nero · f7 cavallo del bianco · g7 re del bianco · e6 pedone del nero · f6 pedone del nero · b5 re del nero · e5 alfiere del nero · f5 alfiere del nero · h5 torre del bianco · a4 pedone del nero · b4 pedone del bianco · g4 alfiere del bianco · c3 pedone del bianco · g1 donna del nero | a7 torre del nero · f7 cavallo del bianco · g7 re del bianco · e6 pedone del nero · f6 pedone del nero · b5 re del nero · e5 alfiere del nero · f5 alfiere del nero · h5 torre del bianco · a4 pedone del nero · b4 pedone del bianco · g4 alfiere del bianco · c3 pedone del bianco · g1 donna del nero | a7 torre del nero · f7 cavallo del bianco · g7 re del bianco · e6 pedone del nero · f6 pedone del nero · b5 re del nero · e5 alfiere del nero · f5 alfiere del nero · h5 torre del bianco · a4 pedone del nero · b4 pedone del bianco · g4 alfiere del bianco · c3 pedone del bianco · g1 donna del nero | a7 torre del nero · f7 cavallo del bianco · g7 re del bianco · e6 pedone del nero · f6 pedone del nero · b5 re del nero · e5 alfiere del nero · f5 alfiere del nero · h5 torre del bianco · a4 pedone del nero · b4 pedone del bianco · g4 alfiere del bianco · c3 pedone del bianco · g1 donna del nero | a7 torre del nero · f7 cavallo del bianco · g7 re del bianco · e6 pedone del nero · f6 pedone del nero · b5 re del nero · e5 alfiere del nero · f5 alfiere del nero · h5 torre del bianco · a4 pedone del nero · b4 pedone del bianco · g4 alfiere del bianco · c3 pedone del bianco · g1 donna del nero | a7 torre del nero · f7 cavallo del bianco · g7 re del bianco · e6 pedone del nero · f6 pedone del nero · b5 re del nero · e5 alfiere del nero · f5 alfiere del nero · h5 torre del bianco · a4 pedone del nero · b4 pedone del bianco · g4 alfiere del bianco · c3 pedone del bianco · g1 donna del nero | a7 torre del nero · f7 cavallo del bianco · g7 re del bianco · e6 pedone del nero · f6 pedone del nero · b5 re del nero · e5 alfiere del nero · f5 alfiere del nero · h5 torre del bianco · a4 pedone del nero · b4 pedone del bianco · g4 alfiere del bianco · c3 pedone del bianco · g1 donna del nero | 1 |
|   | a | b | c | d | e | f | g | h |   |